# 100 phát hiện khảo cổ của Trung Quốc thế kỷ 20

Một mẩu giáp cốt có khắc Giáp cốt văn khai quật ở Ân Khư, phát hiện được nhiều phiếu bình chọn nhất.

Năm 2001, Viện Khảo cổ, Viện Khoa học xã hội Trung Quốc đã tổ chức một cuộc bình chọn 100 phát hiện khảo cổ của Trung Quốc thế kỷ 20 (中国20世纪100项考古大发现, Trung Quốc 20 thế kỷ 100 hạng khảo cổ đại phát hiện) với sự tham gia của các viện nghiên cứu cấp quốc gia về khảo cổ và di sản văn hóa của Trung Quốc, các viện khảo cổ của 28 tỉnh, khu tự trị, thành phố trực thuộc trung ương, và Hồng Kông, cùng đại diện khoa khảo cổ của 11 trường đại học quốc gia lớn, cũng như nhiều chuyên gia, học giả ở Bắc Kinh. Sau ba tháng và ba vòng bình chọn, kết quả bình chọn đã được công bố trên tạp chí Khảo cổ (考古) của Viện Khoa học xã hội Trung Quốc. Năm 2002, Nhà xuất bản Viện Khoa học xã hội Trung Quốc đã cho xuất bản cuốn sách Nhị thập thế kỷ Trung Quốc bách hạng khảo cổ đại phát hiện (二十世纪中国百项考古大发现, 100 phát hiện khảo cổ lớn của Trung Quốc thế kỷ 20)  gồm trên 500 trang với 1512 ảnh minh họa.
Trong số các phát hiện được bình chọn, thì phát hiện về di chỉ khảo cổ cố đô Ân Khư của Nhà Thương nhận được số phiếu cao nhất. Các phát hiện khảo cổ nhận được nhiều bình chọn khác là Chu Khẩu Điếm, Di chỉ Bản Pha, Văn hóa Nhị Lý Đầu, Di chỉ Tam Tinh Đôi, Lăng mộ Tần Thủy Hoàng và Đội quân đất nung, các phế tích ở cố đô Trường An và Cư Diên Hải (居延海) thời Nhà Hán, hang đá Vân Cương, hang đá Long Môn, hang Mạc Cao, phế tích ở cố đô Lạc Dương thời Nhà Tùy và Nhà Đường, và Minh Định lăng.
Trong số 100 phát hiện khảo cổ được bình chọn thì 51% xuất phát từ các cuộc tìm kiếm của giới nghiên cứu khảo cổ, 31% được người dân phát hiện một cách tình cờ, và 10% là các cuộc khảo cổ giải cứu. Về mặt địa lý thì trên một nửa số phát hiện khảo cổ do giới nghiên cứu thực hiện nằm ở lưu vực Hoàng Hà, thể hiện quan điểm truyền thống của các nhà khảo cổ Trung Quốc là nền văn minh Trung Hoa xuất phát từ đây. Trong khi đó, có tới hai phần ba số phát hiện khảo cổ tình cờ là thuộc các khu vực khác như lưu vực Trường Giang, thông thường trong quá trình xây dựng các công trình hiện đại.

## Danh sách cụ thể
100 phát hiện khảo cổ nổi bật được lựa chọn bao gồm 7 phát hiện về giai đoạn Thời đồ đá cũ, 30 về giai đoạn Thời đồ đá mới, 23 về giai đoạn Nhà Hạ, Nhà Thương, Nhà Chu, 24 về các triều đại phong kiến Nhà Tần, Nhà Hán, Nam-Bắc triều, 16 về các triều đại Nhà Tùy-Nhà Đường và các triều đại sau đó. Danh sách dưới đây được sắp xếp theo thứ tự thời gian, từ di chỉ cổ nhất cho đến phát hiện khảo cổ gần năm 2001 nhất.

### Thời đồ đá cũ

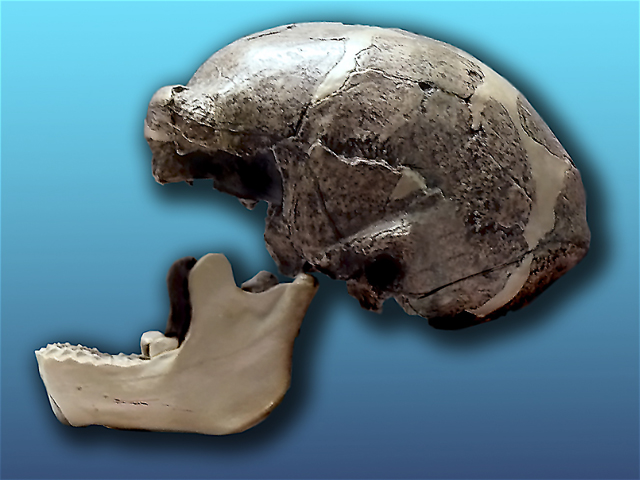
Phiên bản của sọ người Bắc Kinh.

- 1. Di chỉ Chu Khẩu Điếm, bao gồm cả Người Bắc Kinh ở Bắc Kinh
- 2. Di chỉ Người Nguyên Mưu ở Vân Nam
- 3. Di chỉ Người Lam Điền ở Thiểm Tây
- 4. Di chỉ Kim Ngưu Sơn và người Kim Ngưu Sơn ở Dinh Khẩu, Liêu Ninh
- 5. Di chỉ Người Mã Bá ở Khúc Giang, Quảng Đông
- 6. Di chỉ Nê Hà Loan ở Dương Nguyên, Hà Bắc
- 7. Di chỉ Đinh Thôn ở Tương Phần, Sơn Tây

### Thời đồ đá mới

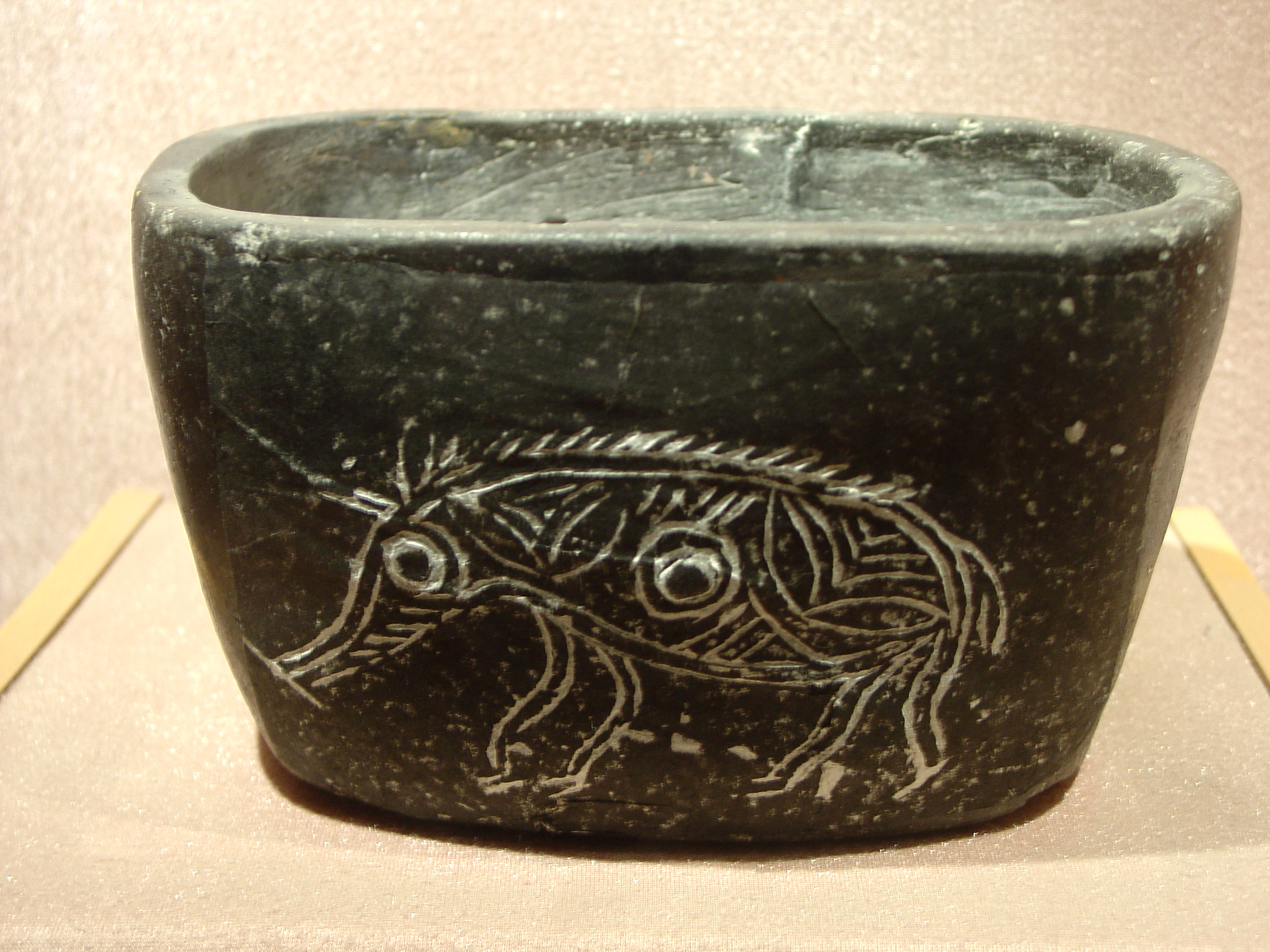
Chậu gốm với hoa văn lợn, Văn hóa Hà Mỗ Độ.

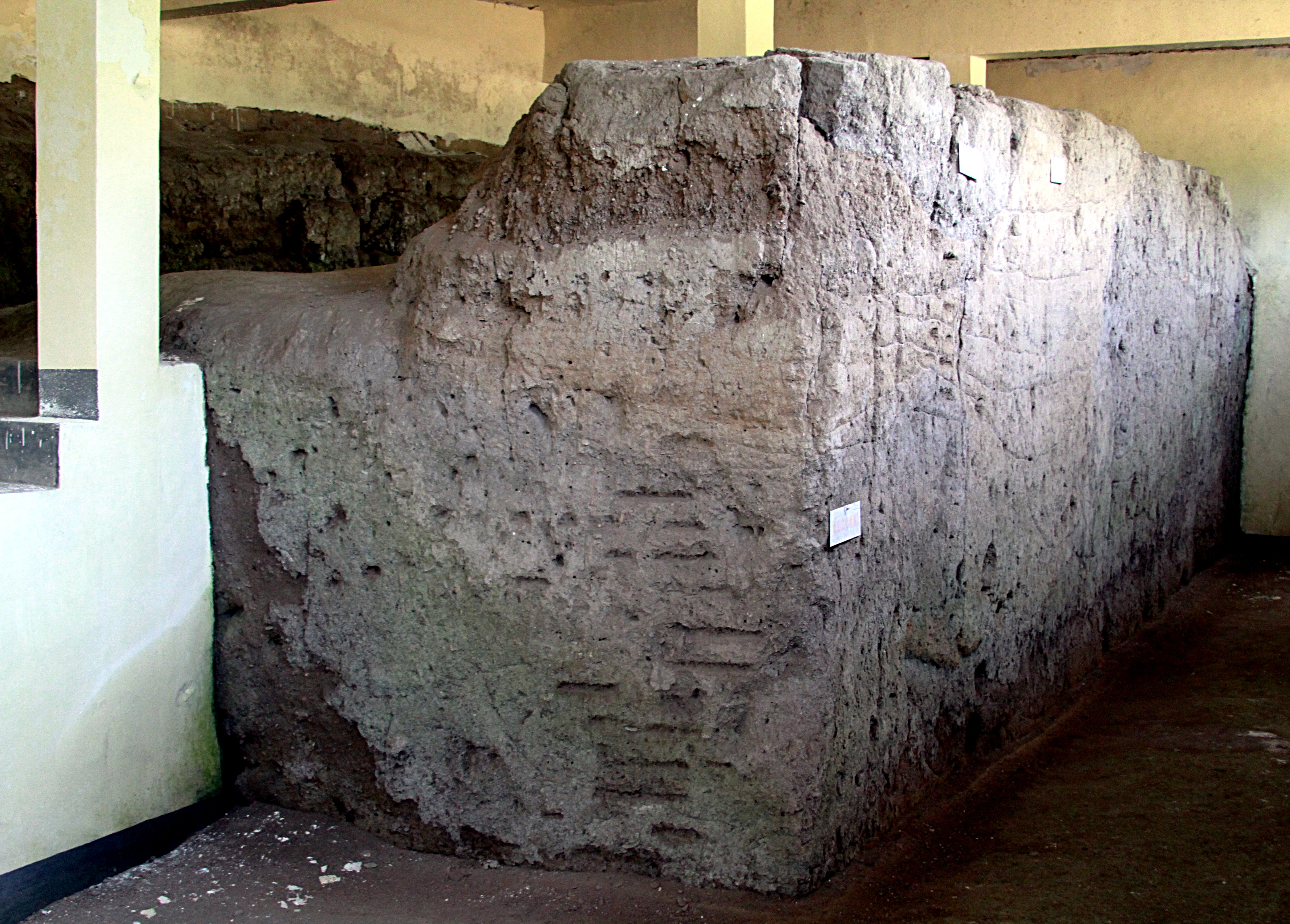
Di chỉ Thành Tử Nhai.

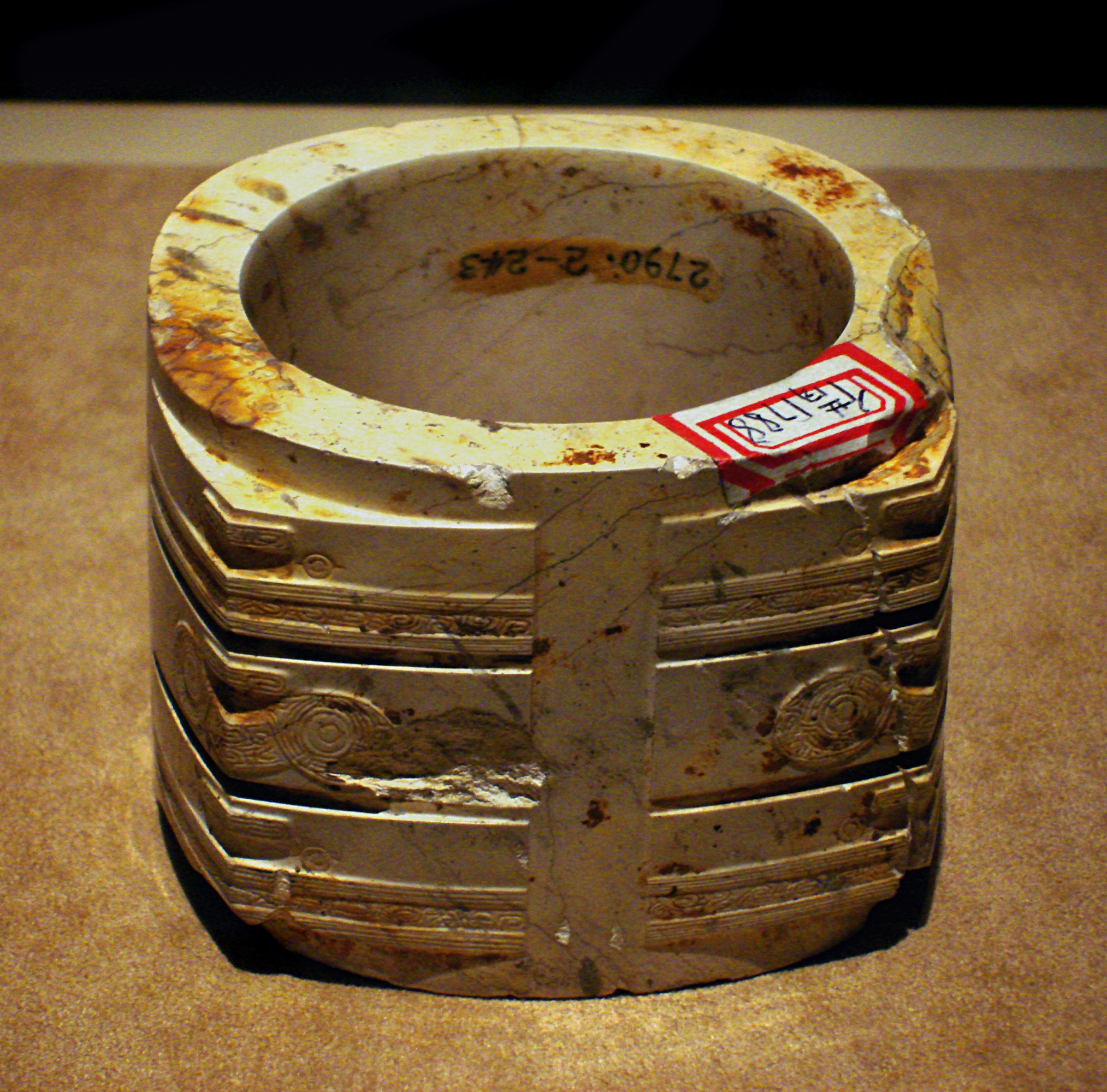
Tông bằng ngọc của Văn hóa Lương Chử.

- 8. Di chỉ Tiên Nhân Động ở Vạn Niên, Giang Tây
- 9. Di chỉ Ngọc Thiềm Nham ở Đạo, Vĩnh Châu, Hồ Nam
- 10. Di chỉ Văn hóa Bùi Lý Cương ở Tân Trịnh, Trịnh Châu, Hà Nam
- 11. Di chỉ Giả Hồ ở Vũ Dương, Tháp Hà, Hà Nam
- 12. Di chỉ Văn hóa Lão Quan Đài ở Tần An, Cam Túc
- 13. Di chỉ Thành Đầu Sơn ở Lễ, Hồ Nam
- 14. Di chỉ Hưng Long Oa ở Xích Phong, Liêu Ninh
- 15. Di chỉ Văn hóa Ngưỡng Thiều ở Mẫn Trì, Hà Nam
- 16. Di chỉ Bán Pha ở Tây An, Thiểm Tây
- 17. Di chỉ Khương Trại ở Lâm Đồng, Tây An, Thiểm Tây
- 18. Di chỉ Văn hóa Hà Mỗ Độ ở Dư Diêu, Chiết Giang
- 19. Di chỉ Đại Vấn Khẩu ở Thái An, Sơn Đông
- 20. Di chỉ Văn hóa Đại Khê ở Vu Sơn, Trùng Khánh
- 21. Di chỉ Khuất Gia Lĩnh ở Kinh Sơn, Hồ Bắc
- 22. Di chỉ Hậu Cương ở An Dương, Hà Nam
- 23. Di chỉ Miếu Để Câu ở Thiểm Châu, Hà Nam
- 24. Di chỉ Vương Thành Cương của Văn hóa Long Sơn ở Đăng Phong, Hà Nam
- 25. Di chỉ Tung Trạch ở Thượng Hải
- 26. Di chỉ Thành Tử Nhai của Văn hóa Long Sơn ở Chương Khâu, Sơn Đông
- 27. Di chỉ Văn hóa Lương Chử ở Dư Hàng, Chiết Giang
- 28. Di chỉ Văn hóa Thạch Gia Hà ở Thiên Môn, Hồ Bắc
- 29. Di chỉ Mã Gia Diêu ở Lâm Thao, Cam Túc
- 30. Di chỉ mộ Liễu Loan ở Nhạc Đô, Thanh Hải
- 31. Di chỉ Văn hóa Hồng Sơn ở Lăng Nguyên, Liêu Ninh
- 32. Di chị Văn hóa Tạp Nhược ở Xương Đô, Tây Tạng
- 33. Di chỉ Văn hóa Thạch Hạp ở Khúc Giang, Quảng Đông
- 34. Di chỉ Đào Tự của Văn hóa Long Sơn ở Tương Phần, Sơn Tây
- 35. Di chỉ Đông Loan Tử Bắc ở Mã Loan, Hồng Kông
- 36. Di chỉ Viên Sơn ở Đài Bắc, Đài Loan

### Nhà Hạ, Thương, Chu

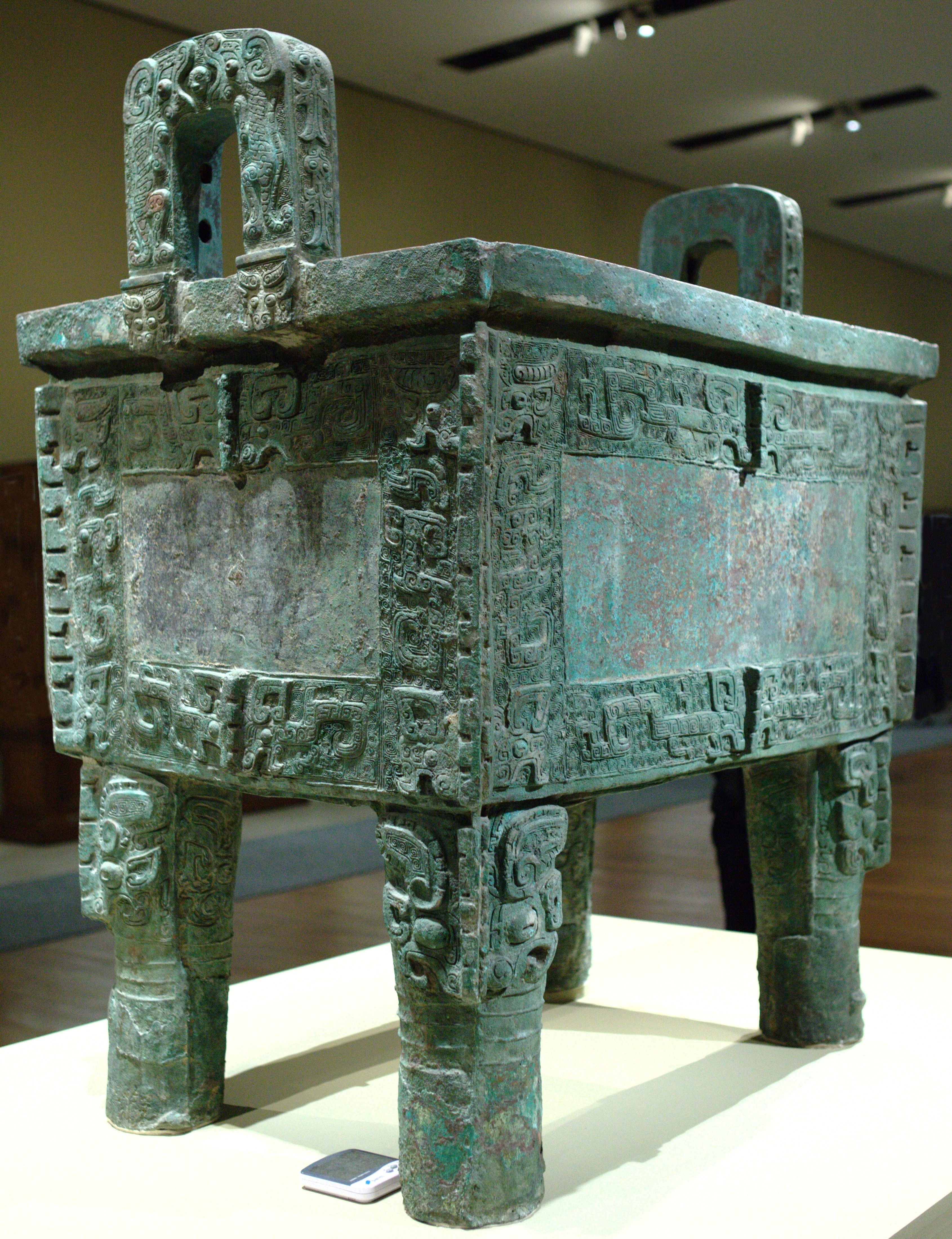
Đỉnh Hậu Mẫu Mậu ở Ân Khư.

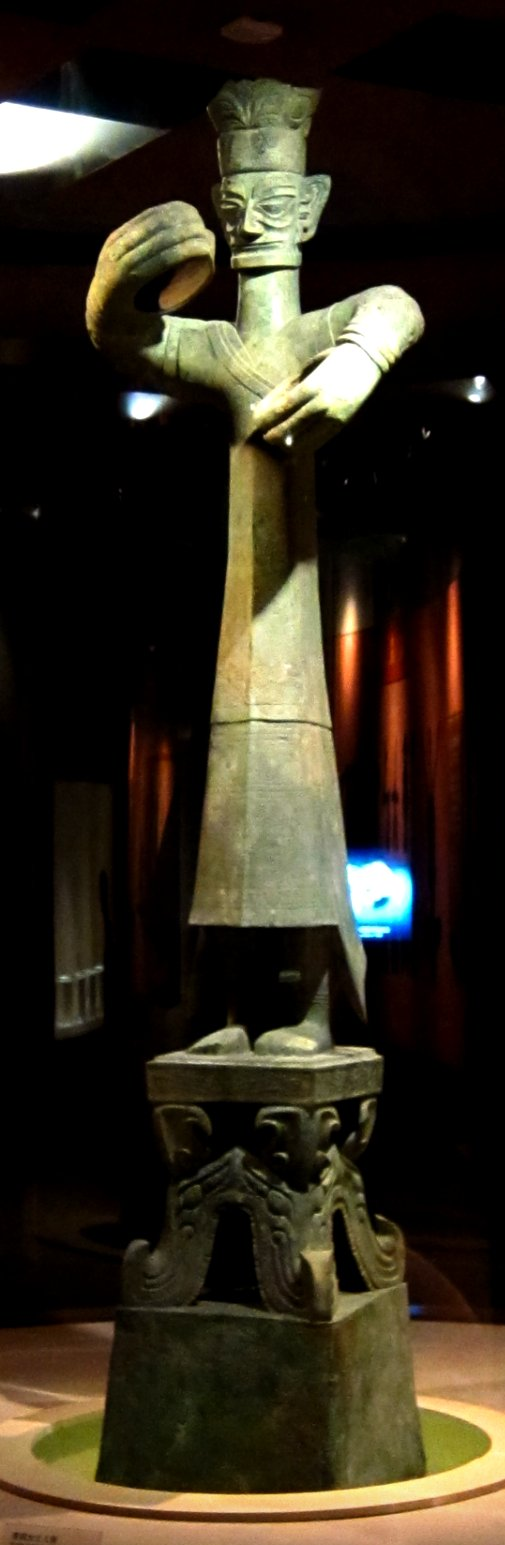
Tượng đồng Di chỉ Tam Tinh Đôi.

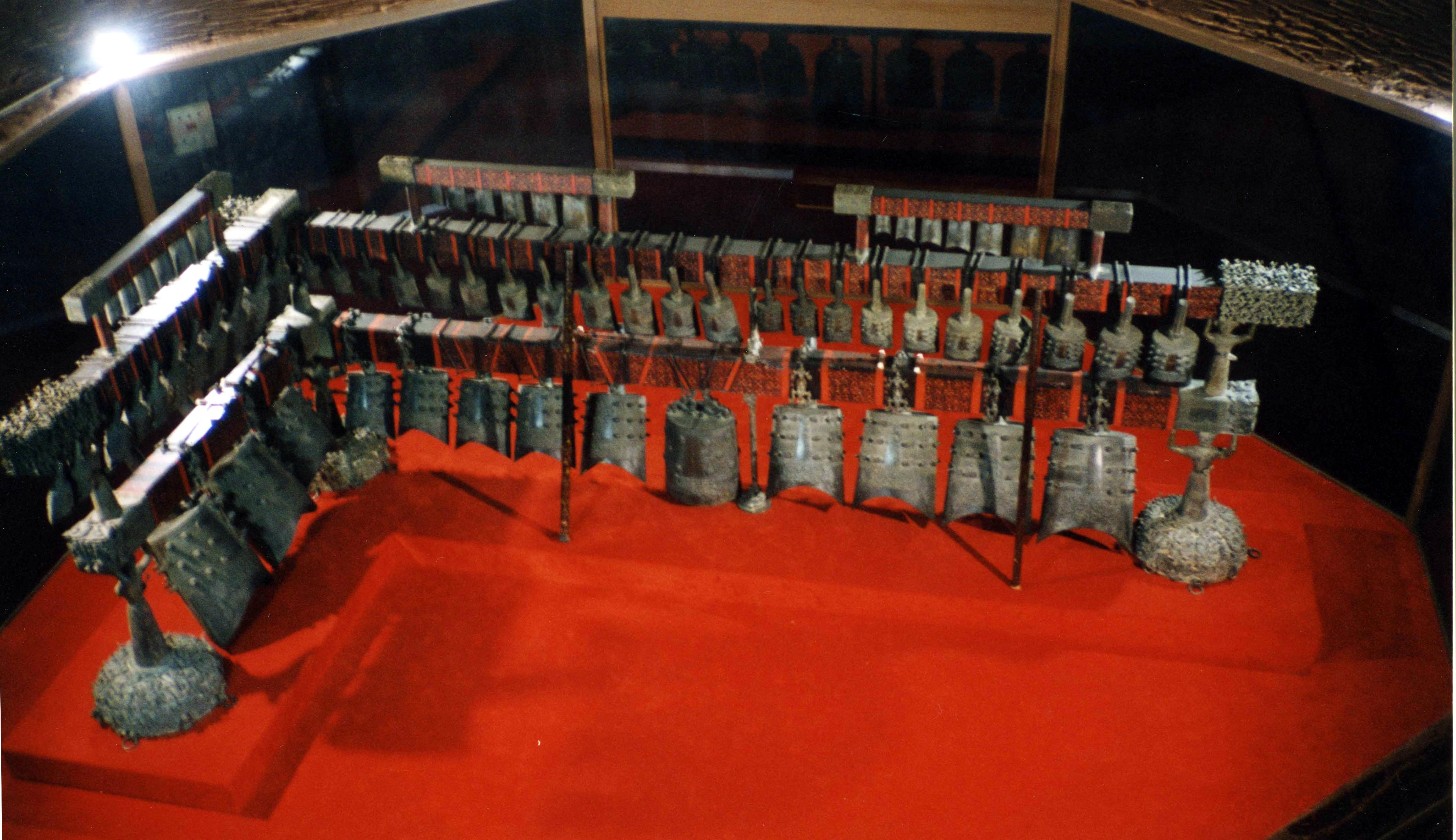
Chuông đồng từ Mộ Tăng hầu Ất.

- 37. Di chỉ Văn hóa Tề Gia, Tề Gia Bình ở Quảng Hà, Lâm Hạ, Cam Túc
- 38. Di chỉ Văn hóa Nhị Lý Đầu ở Yển Sư, Hà Nam
- 39. Di chỉ Văn hóa Nhị Lý Đầu ở Đông Hạ Phùng, Hạ, Vận Thành, Sơn Tây
- 40. Di chỉ Văn hóa Hạ Gia Điếm ở Xích Phong, Nội Mông
- 41. Di chỉ Văn hóa Hạ Gia Điếm ở Ngao Hán, Nội Mông
- 42. Di chỉ Yển Sư thời Nhà Thương, Hà Nam
- 43. Di chỉ Trịnh Châu thời Nhà Thương, Hà Nam
- 44. Di chỉ Bàn Long Thành thời Nhà Thương ở Hoàng Bi, Hồ Bắc
- 45. Di chỉ Ân Khư thời Nhà Thương ở An Dương, Hà Nam
- 46. Di chỉ Văn hóa Ngô Thành thời Nhà Thương ở Chương Thụ, Giang Tây
- 47. Di chị mộ cổ thời Nhà Thương ở Đại Dương Châu, Tân Can, Giang Tây
- 48. Di chỉ Tam Tinh Đôi ở Quảng Hán, Tứ Xuyên
- 49. Di chỉ Chu Nguyên thời Tây Chu ở Thiểm Tây
- 50. Di chỉ kinh đô Phong Cảo thời Tây Chu ở Thiểm Tây
- 51. Di chỉ Lưu Ly Hà kinh đô nước Yên ở Bắc Kinh
- 52. Di chỉ mộ cổ nước Tấn ở Khúc Ốc, Sơn Tây
- 53. Di chỉ Thượng Dương kinh đô nước Tây Quắc ở Tam Môn Hiệp, Hà Nam
- 54. Di chỉ kinh đô nước Tấn ở Hầu Mã, Sơn Tây
- 55. Di chỉ Trịnh-Hàn cổ thành ở Tân Trịnh, Hà Nam
- 56. Di chỉ Hạ Đô của nước Yên ở Dịch, Bảo Định, Hà Bắc
- 57. Di tích Mộ Tăng hầu Ất nước Tăng thời Chiến Quốc ở Tùy, Tùy Châu, Hồ Bắc
- 58. Di tích Kỉ Nam thành hay Dĩnh đô, kinh đô nước Sở thời Chiến Quốc ở Giang Lăng, Hồ Bắc
- 59. Mộ vua nước Trung Sơn thời Chiến Quốc, Bình Sơn, Thạch Gia Trang, Hà Bắc
- 60. Di tích Đồng Lục Sơn thời Đông Chu, Hồ Bắc

### Nhà Tần, Hán, Ngụy, Kim, và Nam Bắc Triều

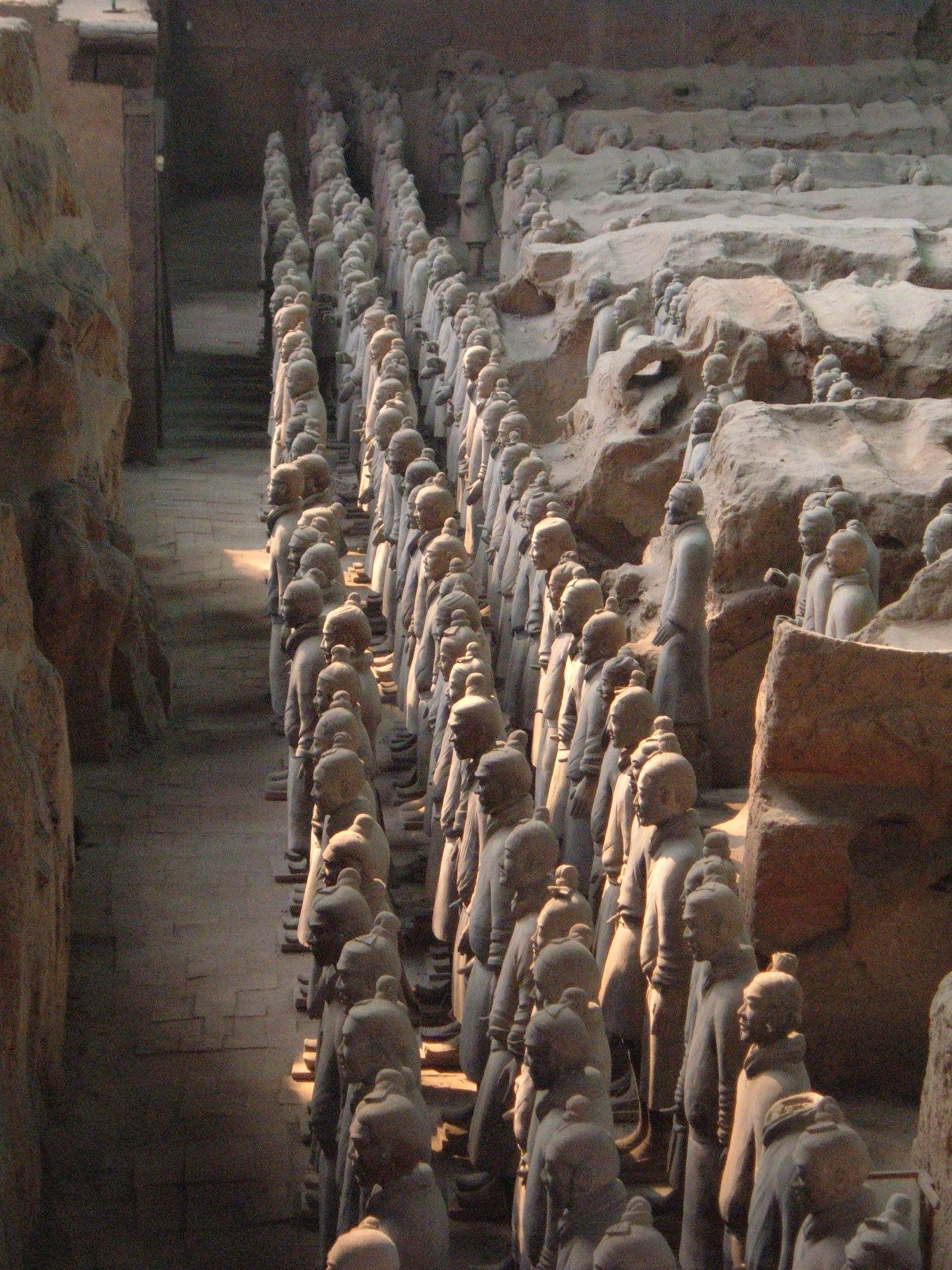
Đội quân đất nung trong khu Lăng mộ Tần Thủy Hoàng.

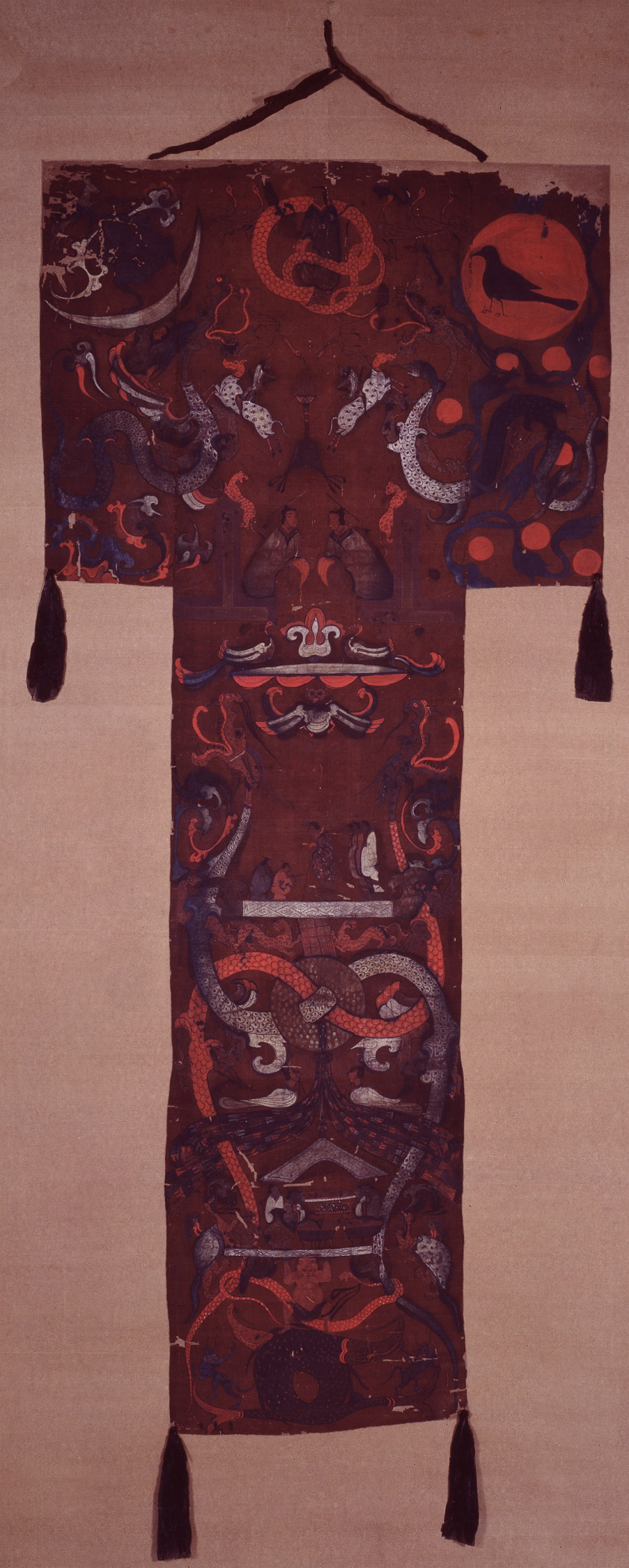
Tranh lụa thế kỷ 2 TCN ở Mã Vương Đôi.

- 61. Di chỉ kinh đô Hàm Dương thời Nhà Tần, Thiểm Tây
- 62. Lăng mộ Tần Thủy Hoàng và đội quân đất nung, Lâm Đồng, Thiểm Tây
- 63. Di chỉ Mộ Thụy Hổ Địa và Mộ Long Cương thời nhà Tần, Vân Mộng, Hồ Bắc
- 64. Di tích kinh đô Trường An của nhà Hán, [Tây An]], Thiểm Tây
- 65. Lăng mộ hoàng đế Tây Hán, Thiểm Tây
- 66. Mộ Mãn Thành thời nhà Hán, Hà Bắc
- 67. Lăng mộ Sở vương thời nhà Hán, Từ Châu, Giang Tô
- 68. Mộ Mã Vương Đôi thời nhà Hán, Trường Sa, Hồ Nam
- 69. Lăng mộ Nam Việt vương, Quảng Châu, Quảng Đông
- 70. Mộ Ngân Tước sơn thời nhà Hán, Lâm Nghi, Sơn Đông
- 71. Mộ Thiêu Câu thời nhà Hán, Lạc Dương, Hà Nam
- 72. Khu di tích mộ ở Thạch Trại Sơn của các vua nước Điền, Tấn Ninh, Vân Nam
- 73. Di tích Cư Diên thời nhà Hán, Khu tự trị Nội Mông
- 74. Các di tích của thành Lạc Dương thời Nhà Hán và Nhà Ngụy, Hà Nam
- 75. Di tích Vương quốc Lâu Lan, Tân Cương
- 76. Di tích Ni Nhã, Dân Phong, Tân Cương
- 77. Di tích Nghiệp thành, Lâm Chương, Hà Bắc
- 78. Thẻ tre Tẩu Mã Lâu thời Đông Ngô Tam Quốc, Trường Sa, Hồ Nam
- 79. Di tích mộ thời Đông Tấn và Nam Triều tại Nam Kinh, Giang Tô
- 80. Hang đá Vân Cương, Đại Đồng, Sơn Tây
- 81. Hang đá Long Môn, Lạc Dương, Hà Nam
- 82. Kinh thành và lăng mộ Cao Câu Ly, Tập An, Cát Lâm
- 83. Hang Mạc Cao, Đôn Hoàng, Cam Túc
- 84. Tượng Phật ở Chùa Long Hưng, Thanh Châu, Sơn Đông

## Nhà Tùy, nhà Đường, và các triều đại phong kiến sau đó

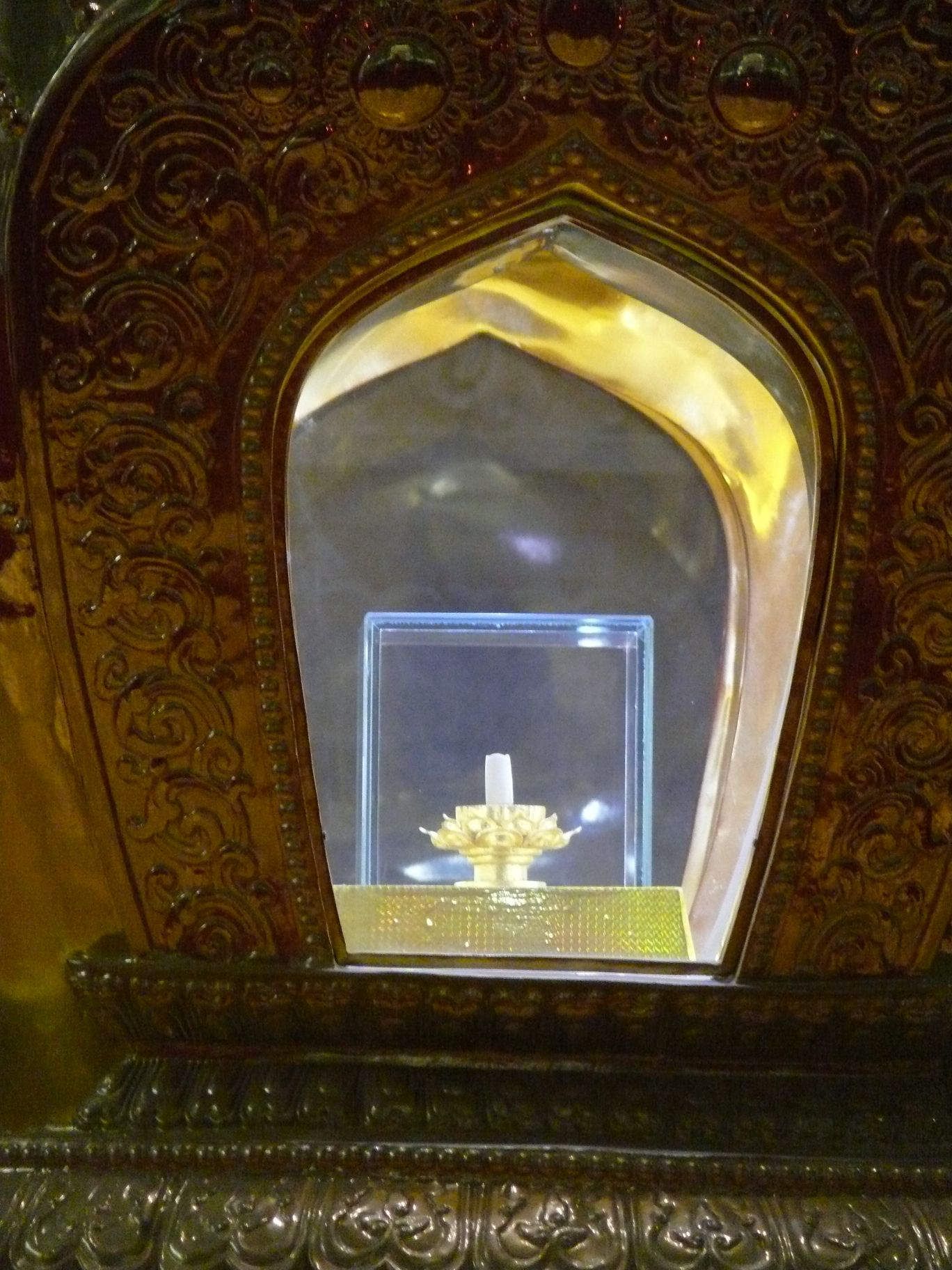
Xá lị ở Chùa Pháp Môn.

- 85. Di tích cố đô Đại Hưng - Trường An của các triều đại nhà Tùy, nhà Đường, Tây An, Thiểm Tây
- 86. Di tích cố đô Lạc Dương thời nhà Tùy, nhà Đường và các dinh thự đình viện thời Nhà Tống, Lạc Dương, Hà Nam
- 87. Mộ Ngu Hoằng thời nhà Tùy, Thái Nguyên, Sơn Tây
- 88. Các mộ táng thuộc khu di tích lăng mộ hoàng đế nhà Đường, Thiểm Tây
- 89. Chùa Pháp Môn, Phù Phong, Thiểm Tây
- 90. Cổ mộ Astana, Turpan, Tân Cương
- 91. Thượng Kinh Long Tuyền Phủ, Ninh An, Hắc Long Giang
- 92. Nam Đường nhị lăng, Nam Kinh, Giang Tô
- 93. Mộ Trần Công chúa thời nhà Liêu, Naiman, Khu tự trị Nội Mông
- 94. Bạch Sa Tống mộ, Vũ Châu, Hà Nam
- 95. Lăng mộ Tây Hạ, Ngân Xuyên, Ninh Hạ
- 96. Di tích lò Gốm Long Tuyền thời Nam Tống, Chiết Giang
- 97. Di tích lò gốm Diệu Châu, Đồng Xuyên, Thiểm Tây
- 98. Di chỉ kinh đô vương quốc Cổ Cách, Tây Tạng
- 99. Di tích kinh đô Đại Đô của nhà Nguyên, Bắc Kinh
- 100. Di tích Minh Định Lăng, Bắc Kinh